# John Paskin Taylor
John Paskin Taylor (18. ožujka 1928.) je bivši engleski hokejaš na travi. 
Osvojio je brončano odličje na hokejaškom turniru na Olimpijskim igrama 1952. u Helsinkiju igrajući za Uj. Kraljevstvo. Igrao je na jednom susretu kao napadač. 

## Vanjske poveznice
- Profil na Sports-Reference.com  Arhivirana inačica izvorne stranice od 14. prosinca 2012. (Wayback Machine)
- Profil na Database Olympics